# Szotyori József (orvos)
Szotyori József (Nagyenyed, 1767 – Marosvásárhely, 1833. október 30.) erdélyi magyar orvos, Marosvásárhely főorvosa.

## Életútja
A bécsi egyetemen tanult. Egyik alapítója volt a marosvásárhelyi kórháznak. 1826-ban elsőként alkalmazta a városban a himlő elleni oltást.
A közéletben is jelentős szerepet töltött be, tagja volt az Erdélyi Magyar Nyelvmívelő Társaságnak.
Vagyonát jótékony célokra hagyományozta: a házát két diák taníttatásának költségeire, könyvtárát és műszereit a református kollégiumnak.
Sírja a marosvásárhelyi református temetőben található, rajta botra tekeredő kígyó és az alábbi felirat:
| Néhai orvos Doctor Szotyori Josefnek pora nyugszik e' sirban, ki születeti 1767- ben N. Enyeden, tanult ugyan ott és Bécs- ben. Orvoskodott M. Vásárhelyt 32 évig, hol meg is holt 1833-ban. Nem csak mint orvos tüntette ki magát tudományával s szenvedőket ápoló munkásságával, hanem a' házassági, atyafi, baráti szeretetnek 's közjó eránti buzgóságnak is szép példája volt. Kétség kívül örök állandóságú emléke van néki ön tetteiből készítve az Isten 's emberiség előtt. |

## Művei
- Diéteticai rövid kathekhézis, mellyet az erdélyországi ref. főconsistorium rendeléséből a' városi alsóbb és falusi oskolák számára olvasó kézi-könyvnek irt. 2-ik kiadás, Marosvásárhely, 1831. (8r 1-71 ll.) Az első kiadás Kolozsváron jelent meg 1830-ban.
- Katekheta, az az: A' Dietetica rövid katekhezis magyarázója, szülék, tanítók stb. számára. Két értekezéssel együtt az Életről és Savanyú-vizekről. Marosvásárhely, 1832. (8r. 1-62 l.)
- A marosvásárhelyi országos polgári gyógyintézet eredetének és fölállításának rövid és igaz története. Marosvásárhely, 1833. (8r. 1-34 l.)